# 李英會
李英會（？年—？年），湖南長沙人，由嘉慶十三年戊辰恩科舉人大挑一等以知縣用，道光十一年六月署四川順慶府岳池縣知縣。是一位政治人物，明清時曾在四川順慶府岳池縣（位於今四川東北部，武周萬歲通天二年分南充、相如二縣置，是一個千年古縣）擔任官吏。歷任高縣